# دنيا حامد
دنيا حامد حصلت على لقب ملكة جمال مصر عام 2010، وتعمل في مجال البورصة، كما أنها تجيد الكثير من اللغات، وتجيد فنّ الحوار، وقد أعلنت أنها لا تفكر في إتجاه التمثيل.

## حياتها
طالبة بالأكاديمية البحرية.

## وصلات خارجية
- دنيا حامد على موقع IMDb (الإنجليزية)